# 粉紅色與白色梯形丘
38°15′38″S 176°25′50″E / 38.26056°S 176.43056°E

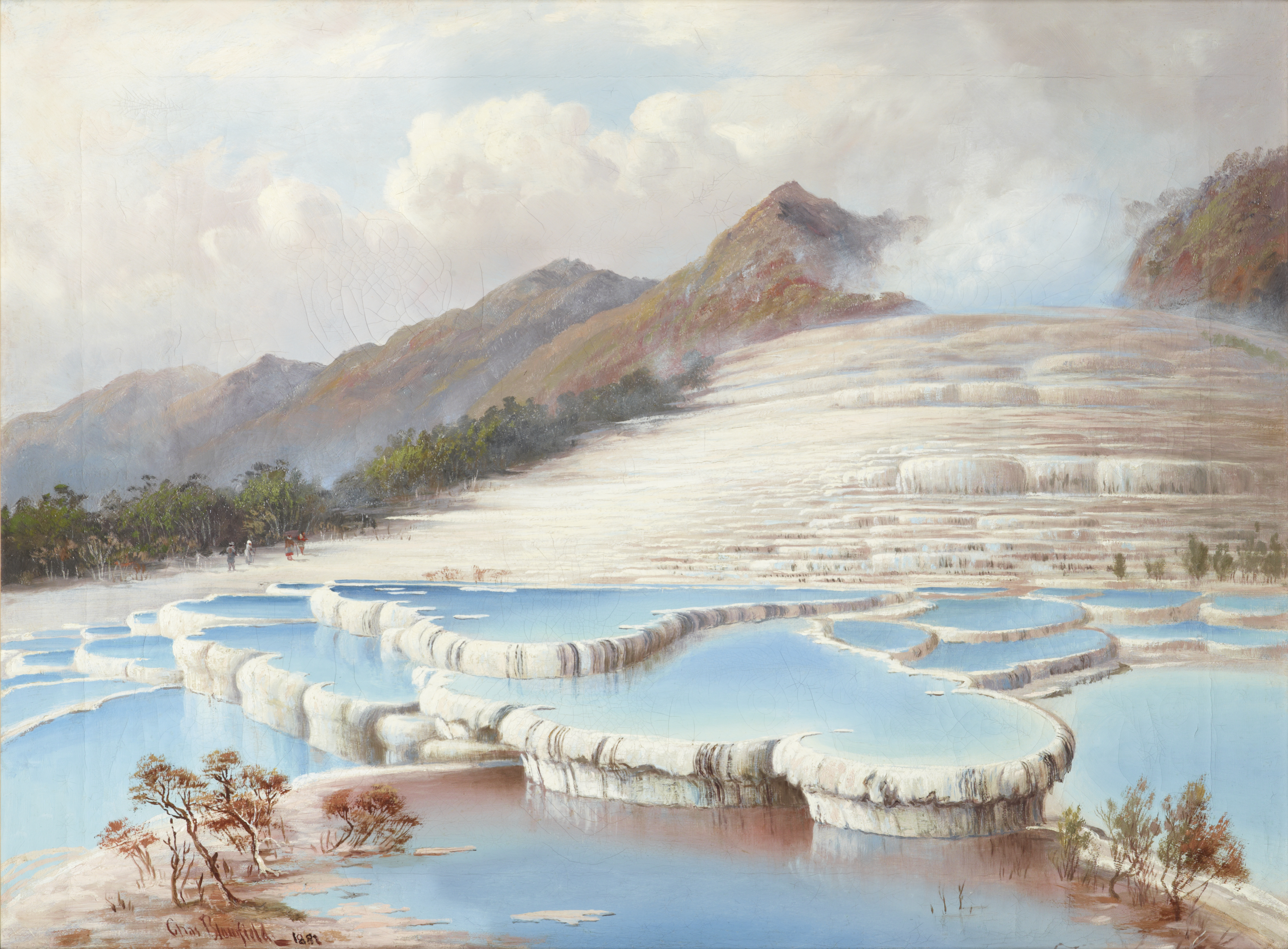
白色梯形丘, 1884年。

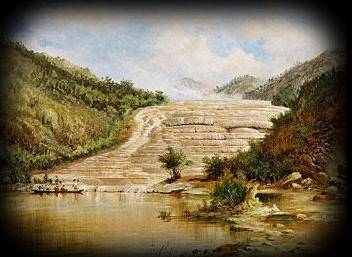
粉紅色梯形丘, 1884年。

粉紅色與白色梯形丘 （英语：Pink and White Terraces，直译：云天喷泉，纹身的岩石）是位于新西兰罗托路亚塔拉韋拉湖旁的两座巨大梯形丘，一階一階的温泉池，後來因1886年塔拉威拉火山爆發而淹沒。